# Mark Ardelan
Mark Ardelan (* 16. März 1983 in Regina, Saskatchewan) ist ein ehemaliger kanadischer Eishockeyspieler, der im Verlauf seiner aktiven Karriere zwischen 1999 und 2013 unter anderem 244 Spiele für die Iserlohn Roosters in der Deutschen Eishockey Liga (DEL) auf der Position des Verteidigers bestritten hat. Darüber hinaus absolvierte Ardelan annähernd 250 weitere Partien in der American Hockey League (AHL).

## Karriere
Ardelan begann als Fünfjähriger mit dem Eishockeyspielen und startete seine Karriere 1999 im Alter von 16 Jahren bei den Brandon Wheat Kings in der kanadischen Juniorenliga Western Hockey League (WHL). Nach zwei Jahren wechselte er zu den Vancouver Giants, bei denen er der punktbeste Verteidiger war. Die Saison 2003/04 verbrachte Ardelan bei den Prince Albert Raiders, wo er sein offensives Potenzial beweisen konnte und zudem zweitbester Scorer des Teams wurde. Obwohl Ardelan über fünf Jahre hinweg in der WHL zu den besten Abwehrspielern zählte, wurde er von keinem Team aus der National Hockey League (NHL) beim NHL Entry Draft berücksichtigt. Der Kanadier erhielt allerdings nach Ablauf seiner Juniorenzeit 2004 eine Einladung ins Trainingscamp der San Jose Sharks, konnte sich dort aber nicht durchsetzen.
Ardelans erste Profimannschaft waren schließlich die South Carolina Stingrays aus der ECHL, wo er als Rookie auf Anhieb punktbester Verteidiger der gesamten Liga wurde und zusätzlich sein erstes Spiel in der American Hockey League (AHL) beim Kooperationspartner Portland Pirates bestritt. Zur Spielzeit 2005/06 schaffte der Linksschütze den endgültigen Sprung in die AHL und schloss sich den Manchester Monarchs an, die er jedoch nach einem Jahr in Richtung Iowa Stars verließ. Die Saison 2007/08 wurde die bis dahin erfolgreichste Spielzeit für Ardelan, da er sich mit den Wilkes-Barre/Scranton Penguins als Erster der East Division für die Playoffs der Eastern Conference qualifizieren konnte und schließlich in die Final-Serie um den Calder Cup einzog. Dort unterlag die Mannschaft allerdings den Chicago Wolves.
Zur Saison 2008/09 wechselte Ardelan nach Europa, wo er zunächst für Rauman Lukko in der finnischen SM-liiga aufs Eis ging. Nach Problemen, bedingt durch die kurze Vorbereitungszeit auf die neue Saison, verließ der Kanadier Finnland jedoch am 19. November 2008 und wurde zwei Tage später von den Iserlohn Roosters aus der Deutschen Eishockey Liga (DEL) verpflichtet, die nach dem Abgang von Brendan Buckley auf der Suche nach einem Verteidiger waren. Im Sauerland unterschrieb Ardelan einen Jahresvertrag und traf dort auf seinen ehemaligen Mannschaftskollegen Marty Wilford, mit dem bereits von 2005 bis 2007 in der AHL zusammengespielt hatte. Der Kanadier konnte nach seiner Verpflichtung insbesondere in der Offensive Akzente setzen und verlängerte nach der Saison seinen Vertrag um ein weiteres Jahr. In der Saison 2009/10 bildete er mit Wilford das erste Verteidigerpaar der Iserlohner. Zusätzlich waren beide die offensivstärksten Verteidiger der Roosters. Auch in der defensiven Arbeit konnten sie überzeugen, in der ersten Saisonhälfte kassierten nur vier Mannschaften weniger Gegentore. Zur Playoff-Qualifikation reichte es am Saisonende nicht, da die Leistungen des Teams vor allem ab Januar nicht mehr ausreichend waren. Nach der Spielzeit verlängerte Ardelan seinen Vertrag um zwei weitere Jahre. Nach 244 Spielen für Iserlohn erhielt er im Jahr 2013 kein neues Vertragsangebot und beendete seine Karriere. Zu diesem Zeitpunkt hatte kein ausländischer Spieler seit dem DEL-Einstieg der Roosters so viele Partien für das Team aus dem Sauerland absolviert.

## Erfolge und Auszeichnungen
- 2004 WHL East First All-Star Team
- 2005 Teilnahme am ECHL All-Star Game
- 2005 ECHL All-Rookie Team

## Karrierestatistik
(Legende zur Spielerstatistik: Sp oder GP = absolvierte Spiele; T oder G = erzielte Tore; V oder A = erzielte Assists; Pkt oder Pts = erzielte Scorerpunkte; SM oder PIM = erhaltene Strafminuten; +/− = Plus/Minus-Bilanz; PP = erzielte Überzahltore; SH = erzielte Unterzahltore; GW = erzielte Siegtore; 1 Play-downs/Relegation; Kursiv: Statistik nicht vollständig)